# Camponotus ellioti
Camponotus ellioti är en myrart som beskrevs av Auguste-Henri Forel 1891. Camponotus ellioti ingår i släktet hästmyror, och familjen myror.

## Underarter
Arten delas in i följande underarter:
- C. e. ellioti
- C. e. relucens

## Bildgalleri

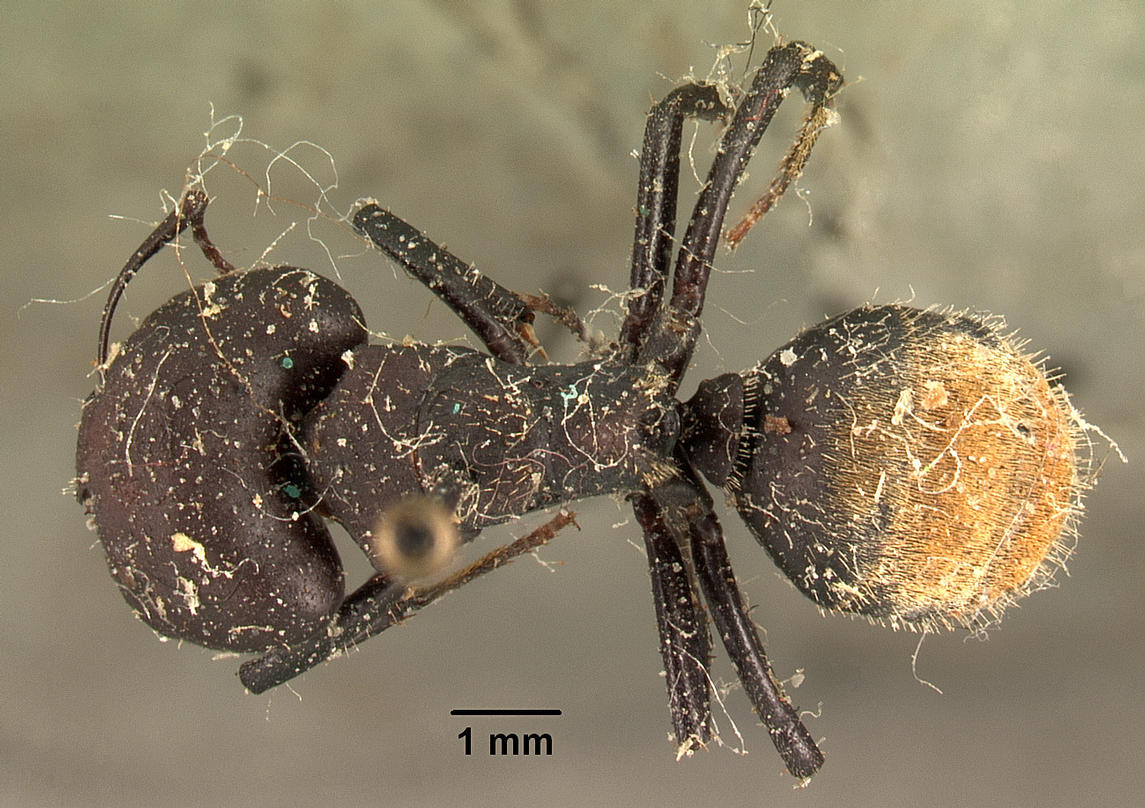
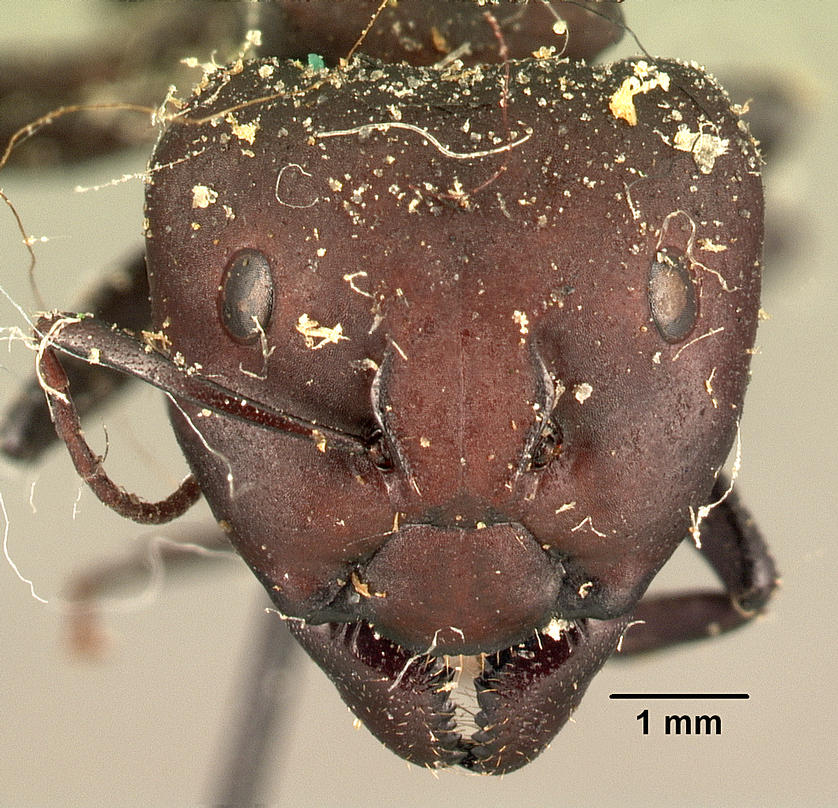
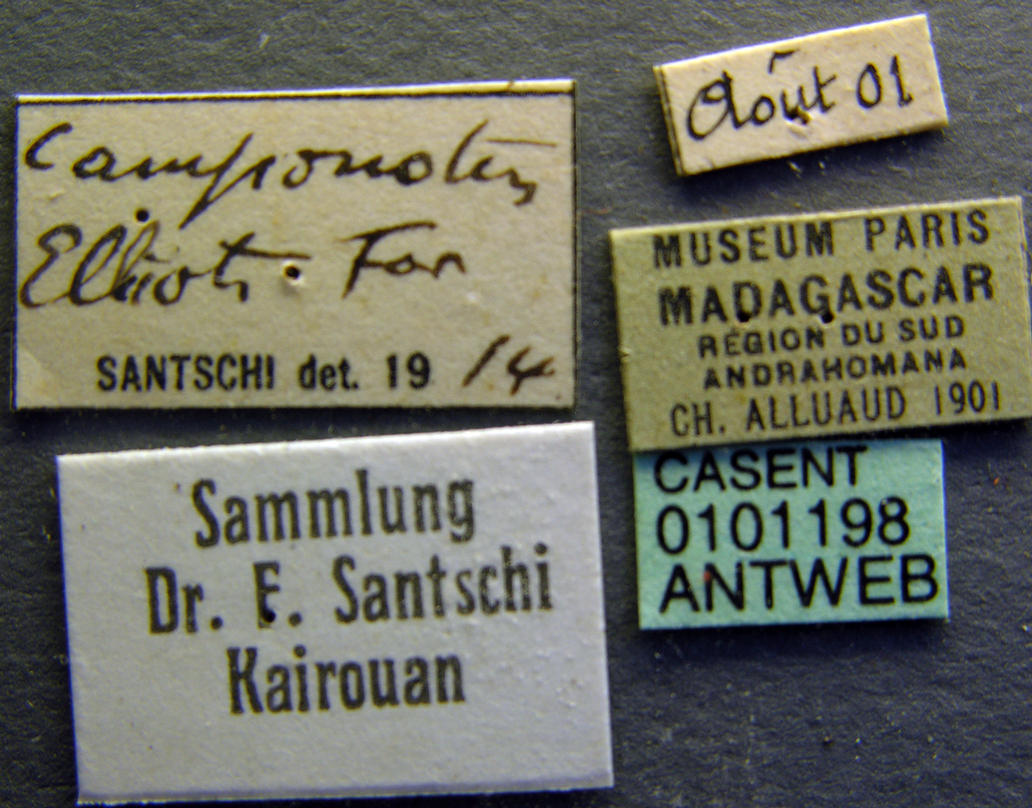
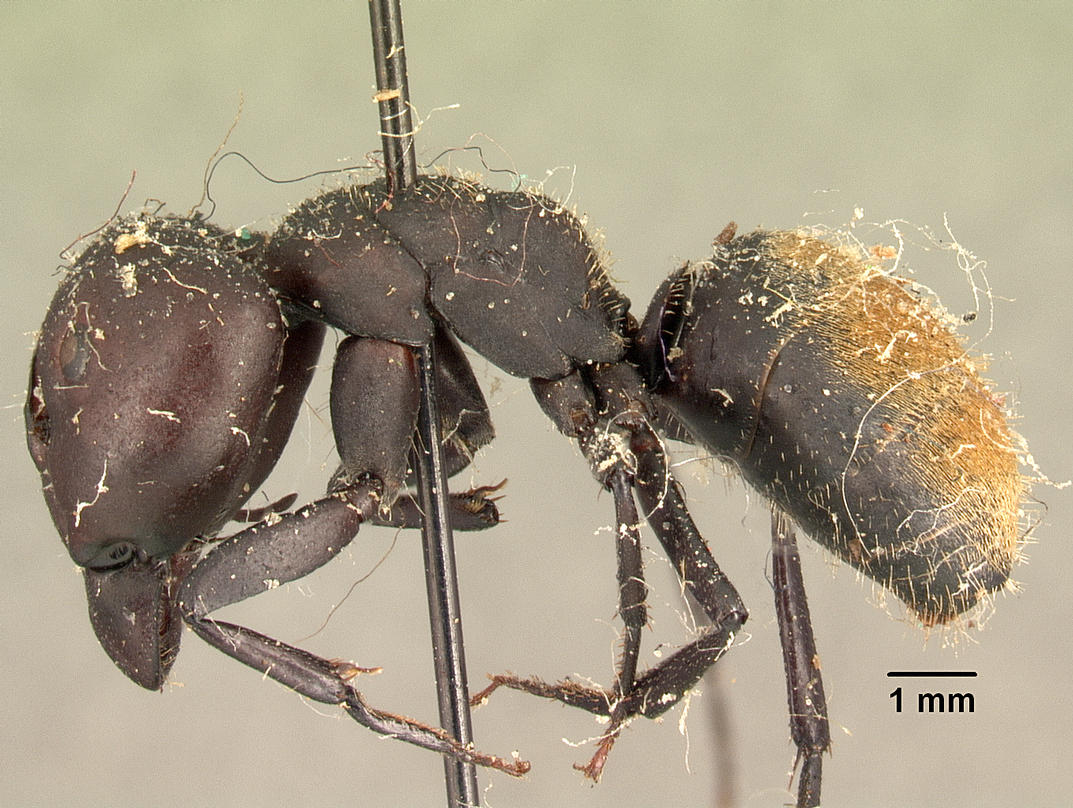
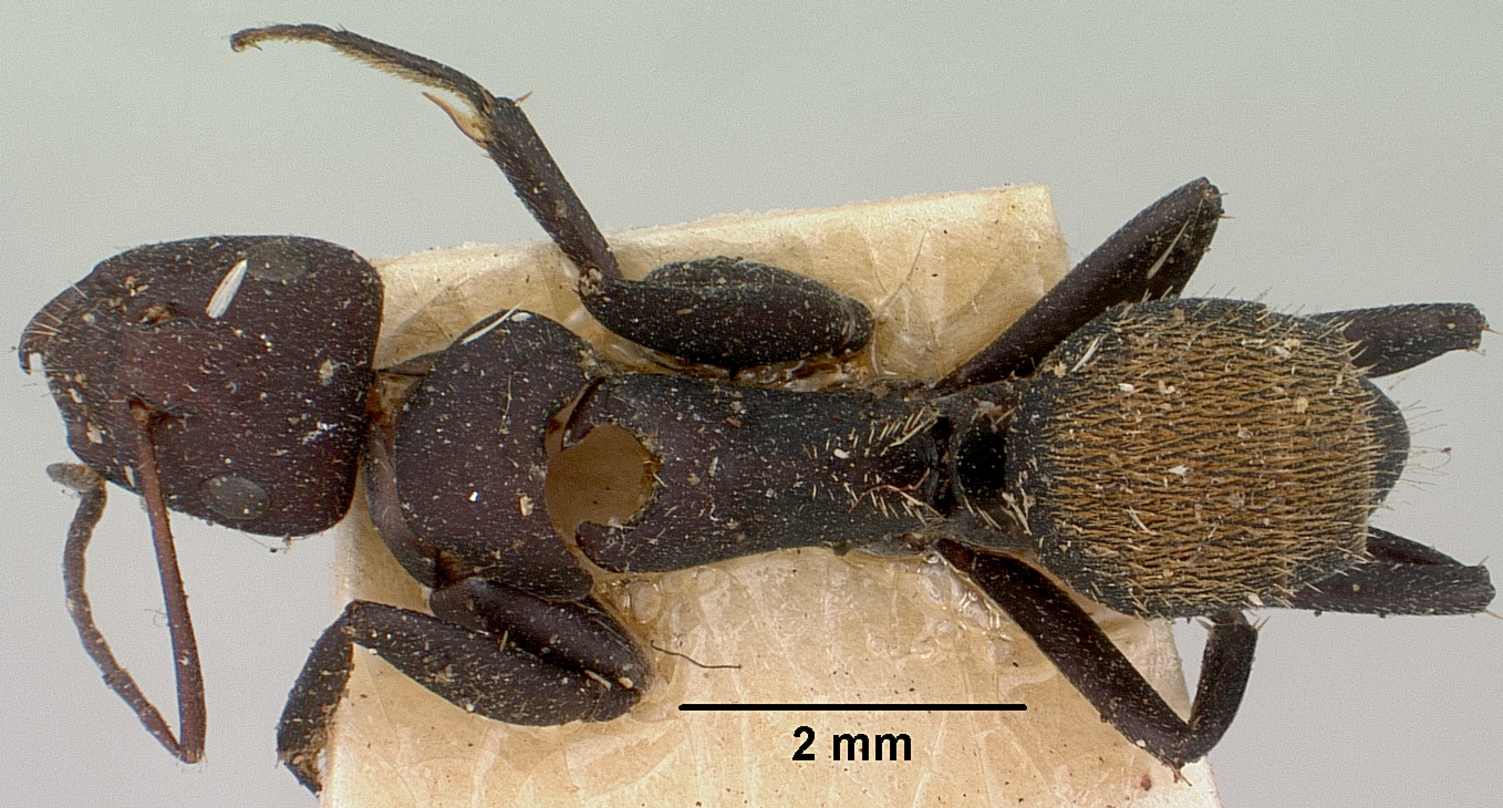
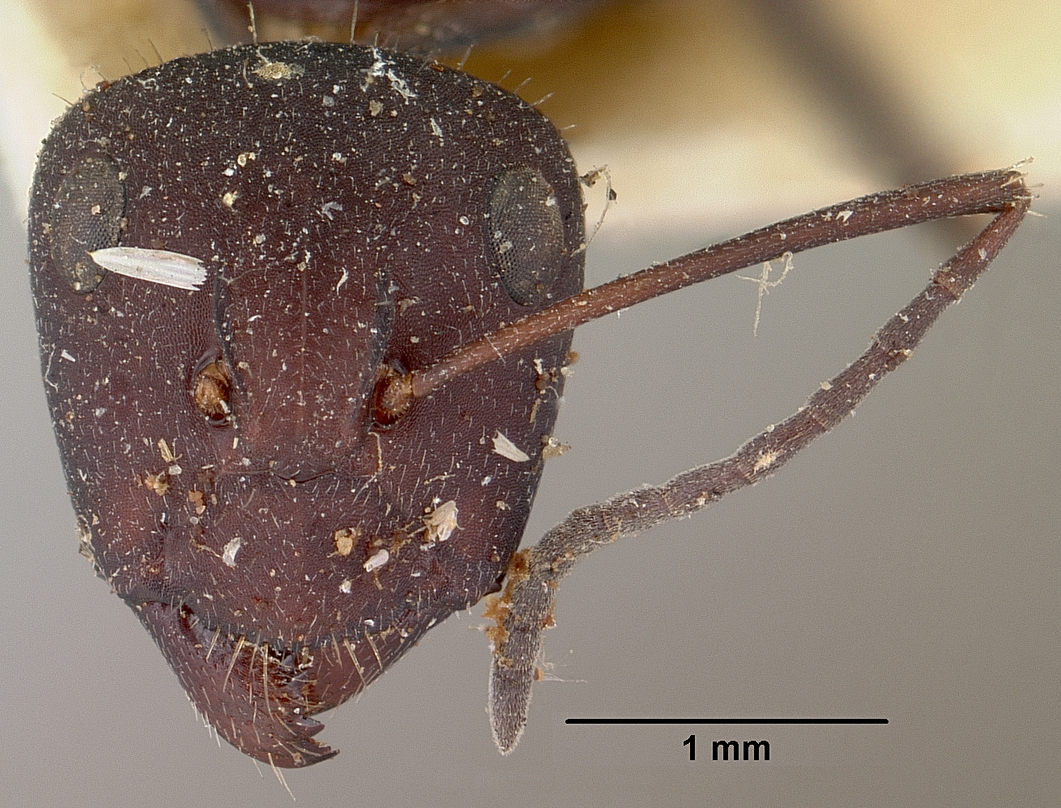